# Saanenland

Landschaft bei Schönried (1905)

Das Saanenland ist eine Region im Berner Oberland in der Schweiz, vom übrigen Kanton Bern durch das Obersimmental abgegrenzt.

## Geschichte
Auf eine ehemalige keltische Besiedlung weisen zahlreiche Flurnamen hin. Die germanische Einwanderung erfolgte zuerst im 5. Jahrhundert durch die Burgunden, im 8. Jahrhundert durch die Alamannen. Letztere brachten die deutsche Sprache in die Region.
Wie das übrige Berner Oberland gehörte das Saanenland zum hochburgundischen Königreich, von zähringischer Zeit an zum deutschen Reich, wobei es von den Grafen von Greyerz verwaltet wurde.
Aus Geldnot veräusserten die Grafen von Greyerz ihre Rechte im 15. Jahrhundert durch Freibriefe. Graf Franz I. von Greyerz befreite die Saaner 1448 gegen die Summe von 24773 Pfund von allen Bodenzinsen, Abgaben, Zehnten sowie Gewerbe- und Handelsbeschränkungen. Im Jahre 1512 erhielt die Landschaft Saanen von Papst Julius II. eigens einen wertvollen «Juliusbanner» für die 1508–1510 im «Grossen Pavier Feldzug» geleisteten Dienste zur Vertreibung der Franzosen. Nach dem Konkurs 1555 Michaels, des letzten Grafen von Greyerz, wurde die Grafschaft aufgeteilt: das deutsche und welsche Saanenland (Pays-d’Enhaut) wurden bernisches Untertanengebiet und von einem Landvogt aus Bern verwaltet, Freiburg übernahm das Greyerzerland. Das Pays-d’Enhaut wurde zur Vogtei Gessenay (alter französischer Name für Saanen).
Am 5. März 1798 haben die Saaner die französischen Truppen Napoleons am Col de la Croix zurückgeschlagen. Das Saanenland kam während der Helvetik zum Kanton Oberland, wurde durch die Mediationsakte aber wieder mit dem Kanton Bern vereint.

## Verwaltung
Das Saanenland war bis 2009 bernischer Amtsbezirk mit den drei Gemeinden Saanen, Gsteig und Lauenen (siehe auch Amtsbezirk Saanen). Dieser bernische Bezirk war nicht zu verwechseln mit dem Saanebezirk im Zentrum des Kantons Freiburg. Heute gehört das Saanenland zum Verwaltungskreis Obersimmental-Saanen.

## Geografie
Das Saanenland entwässert, anders als das übrige Berner Oberland, über die Saane und öffnet sich somit orografisch zu den Kantonen Waadt und Freiburg. Die Wasserscheide zum übrigen Berner Oberland liegt bei Schönried.

## Verkehr
Das Saanenland ist mit der Montreux-Berner Oberland-Bahn (MOB) erschlossen einerseits Richtung Montreux und Bulle und andererseits Richtung Zweisimmen bzw. Spiez. Der Col du Pillon verbindet das Saanenland über eine Strasse ausserdem mit Aigle.